# Instituto de Estudios Canarios
El Instituto de Estudios Canarios es una institución cultural y académico-científica dedicada a la investigación y divulgación de las letras, las ciencias y las artes de Canarias. Fue fundada en 1932, y tiene su sede en San Cristóbal de La Laguna, Tenerife, en la casa palacio de Ossuna.

## Creación
El Instituto de Estudios Canarios fue fundado en 1932 gracias al impulso de la intelectual tinerfeña María Rosa Alonso; junto a ella, el grupo fundador estaba compuesto por el entonces Rector de la Universidad de La Laguna, Francisco Hernández Borondo, Francisco Aguilar y Paz, Juan Vidal Torres, Andrés de Lorenzo-Cáceres Torres, José Peraza de Ayala y Rodrigo-Vallábriga, Manuel González de Aledo Rodríguez de la Sierra y Buenaventura Bonnet y Reverón.
Para María Rosa Alonso, las raíces del Instituto se remontan a Bartolomé Caírasco, Antonio de Viana, la tarea de los dieciochescos ilustrados laguneros de la tertulia de Nava, dirigidos por José de Viera y Clavijo, y al trabajo de los clérigos del Seminario Conciliar de Las Palmas.
La primera Junta de Gobierno
El 23 de diciembre de 1932. A las cuatro de la tarde se reunió en el salón de actos de la Universidad la Comisión Organizadora  Se aprueban los primeros Estatutos y se elige la Junta de Gobierno: Presidente, José Peraza de Ayala y Rodrigo-Vallabriga; vicepresidente, Anselmo J. Benítez; secretaria, María Rosa Alonso Rodríguez; tesorero, Diego Guigou y Costa; contador, Manuel González de Aledo y Rodríguez de la Sierra; y archivero-bibliotecario, Buenaventura Bonnet Reverón. Se nombran miembros de honor del Instituto al profesor Dominik Josef Wolfel, director del Museo Etnológico de Viena, y al rector de la Universidad de La Laguna, doctor Francisco Hernández Borondo.

## Premios
- Miembro de la C.E.C.E.L
- Concesión de la Medalla de Oro de Canarias al Instituto de Estudios Canarios con motivo del 75 aniversario de su fundación (11 de octubre de 1932), siendo su Director-Presidente Eduardo Aznar Vallejo, catedrático de Historia medieval de la Universidad de La Laguna.
- Medalla de Oro de San Cristóbal de La Laguna